# Triple Crown (снукер)
Triple Crown (укр. Потрійна корона)  в снукері позначає перемогу на трьох найвагоміших турнірах: Чемпіонат світу, Мастерс та Чемпіонат Великої Британії.
Станом на 2025 рік 11 гравців перемагали на трьох турнірах Потрійної корони: Террі Гріффітс, Алекс Хіггінс, Стів Девіс, Стівен Хендрі, Ронні О'Салліван, Джон Хіггінс, Марк Вільямс, Марк Селбі, Ніл Робертсон, Джадд Трамп та Шон Мерфі. Тільки Стівен Хендрі, Стів Девіс та Марк Вільямс спромоглися виграти всі три турніри в одному сезоні. Стівен Хендрі є єдиним гравцем якому це вдавалося зробити двічі: у сезонах 1989/1990 та 1995/1996 років.

## Список гравців, що вигравали Triple Crown
Станом на фінал Чемпіонату світу 2025
| Гравець          | Чемпіонат Великої Британії | Мастерс | Чемпіонат світу | Разом | Роки      |
| ---------------- | -------------------------- | ------- | --------------- | ----- | --------- |
| Ронні О'Салліван | 8                          | 8       | 7               | 23    | 1993–2024 |
| Стівен Хендрі    | 5                          | 6       | 7               | 18    | 1989–1999 |
| Стів Девіс       | 6                          | 3       | 6               | 15    | 1980–1997 |
| Джон Хіггінс     | 3                          | 2       | 4               | 9     | 1998–2011 |
| Марк Селбі       | 2                          | 3       | 4               | 9     | 2008–2021 |
| Марк Вільямс     | 2                          | 2       | 3               | 7     | 1998–2018 |
| Ніл Робертсон    | 3                          | 2       | 1               | 6     | 2010–2022 |
| Алекс Хіггінс    | 1                          | 2       | 2               | 5     | 1972–1983 |
| Джадд Трамп      | 2                          | 2       | 1               | 5     | 2011–2024 |
| Шон Мерфі        | 1                          | 2       | 1               | 4     | 2005–2025 |
| Террі Гріффітс   | 1                          | 1       | 1               | 3     | 1979–1982 |

### Кандидати
Гравці, які ще не завершили професійну кар'єру та яким потрібно виграти один з трьох турнірів Triple Crown для того, щоб потрапити в почесний список:
- Чемпіонат світу: Марк Аллен, Дін Цзюньхуей, Меттью Стівенс та Джиммі Вайт
- Чемпіонат Великої Британії: Стюарт Бінгем

## Переможці турнірів Triple Crown по сезонах
| Легенда                                           |
| ------------------------------------------------- |
| гравець переміг на трьох турнірах в одному сезоні |
| гравець переміг на двох турнірах в одному сезоні  |

| Сезон   | Чемпіонат Великої Британії           | Мастерс                              | Чемпіонат світу       |
| ------- | ------------------------------------ | ------------------------------------ | --------------------- |
| 1968–69 | Розпочали проводити у сезоні 1977–78 | Розпочали проводити у сезоні 1974–75 | Джон Спенсер (1)      |
| 1969–70 | Розпочали проводити у сезоні 1977–78 | Розпочали проводити у сезоні 1974–75 | Рей Ріардон (1)       |
| 1970–71 | Розпочали проводити у сезоні 1977–78 | Розпочали проводити у сезоні 1974–75 | Джон Спенсер (2)      |
| 1971–72 | Розпочали проводити у сезоні 1977–78 | Розпочали проводити у сезоні 1974–75 | Алекс Хіггінс (1)     |
| 1972–73 | Розпочали проводити у сезоні 1977–78 | Розпочали проводити у сезоні 1974–75 | Рей Ріардон (2)       |
| 1973–74 | Розпочали проводити у сезоні 1977–78 | Розпочали проводити у сезоні 1974–75 | Рей Ріардон (3)       |
| 1974–75 | Розпочали проводити у сезоні 1977–78 | Джон Спенсер (3)                     | Рей Ріардон (4)       |
| 1975–76 | Розпочали проводити у сезоні 1977–78 | Рей Ріардон (5)                      | Рей Ріардон (6)       |
| 1976–77 | Розпочали проводити у сезоні 1977–78 | Дуг Маунтджой (1)                    | Джон Спенсер (4)      |
| 1977–78 | Петсі Феган                          | Алекс Хіггінс (2)                    | Рей Ріардон (7)       |
| 1978–79 | Дуг Маунтджой (2)                    | Перрі Менс                           | Террі Гріффітс (1)    |
| 1979–80 | Джон Вірго                           | Террі Гріффітс (2)                   | Кліфф Торбурн (1)     |
| 1980–81 | Стів Девіс (1)                       | Алекс Хіггінс (3)                    | Стів Девіс (2)        |
| 1981–82 | Стів Девіс (3)                       | Стів Девіс (4)                       | Алекс Хіггінс (4)     |
| 1982–83 | Террі Гріффітс (3)                   | Кліфф Торбурн (2)                    | Стів Девіс (5)        |
| 1983–84 | Алекс Хіггінс (5)                    | Джиммі Вайт (1)                      | Стів Девіс (6)        |
| 1984–85 | Стів Девіс (7)                       | Кліфф Торбурн (3)                    | Денніс Тейлор (1)     |
| 1985–86 | Стів Девіс (8)                       | Кліфф Торбурн (4)                    | Джо Джонсон           |
| 1986–87 | Стів Девіс (9)                       | Денніс Тейлор (2)                    | Стів Девіс (10)       |
| 1987–88 | Стів Девіс (11)                      | Стів Девіс (12)                      | Стів Девіс (13)       |
| 1988–89 | Дуг Маунтджой (3)                    | Стівен Хендрі (1)                    | Стів Девіс (14)       |
| 1989–90 | Стівен Хендрі (2)                    | Стівен Хендрі (3)                    | Стівен Хендрі (4)     |
| 1990–91 | Стівен Хендрі (5)                    | Стівен Хендрі (6)                    | Джон Перрот (1)       |
| 1991–92 | Джон Перрот (2)                      | Стівен Хендрі (7)                    | Стівен Хендрі (8)     |
| 1992–93 | Джиммі Вайт (2)                      | Стівен Хендрі (9)                    | Стівен Хендрі (10)    |
| 1993–94 | Ронні О'Салліван (1)                 | Алан Макманус                        | Стівен Хендрі (11)    |
| 1994–95 | Стівен Хендрі (12)                   | Ронні О'Салліван (2)                 | Стівен Хендрі (13)    |
| 1995–96 | Стівен Хендрі (14)                   | Стівен Хендрі (15)                   | Стівен Хендрі (16)    |
| 1996–97 | Стівен Хендрі (17)                   | Стів Девіс (15)                      | Кен Догерті           |
| 1997–98 | Ронні О'Салліван (3)                 | Марк Вільямс (1)                     | Джон Хіггінс (1)      |
| 1998–99 | Джон Хіггінс (2)                     | Джон Хіггінс (3)                     | Стівен Хендрі (18)    |
| 1999–00 | Марк Вільямс (2)                     | Меттью Стівенс (1)                   | Марк Вільямс (3)      |
| 2000–01 | Джон Хіггінс (4)                     | Пол Хантер (1)                       | Ронні О'Салліван (4)  |
| 2001–02 | Ронні О'Салліван (5)                 | Пол Хантер (2)                       | Пітер Ебдон (1)       |
| 2002–03 | Марк Вільямс (4)                     | Марк Вільямс (5)                     | Марк Вільямс (6)      |
| 2003–04 | Меттью Стівенс (2)                   | Пол Хантер (3)                       | Ронні О'Салліван (6)  |
| 2004–05 | Стівен Магуайр                       | Ронні О'Салліван (7)                 | Шон Мерфі (1)         |
| 2005–06 | Дін Цзюньхуей (1)                    | Джон Хіггінс (5)                     | Грем Дотт             |
| 2006–07 | Пітер Ебдон (2)                      | Ронні О'Салліван (8)                 | Джон Хіггінс (6)      |
| 2007–08 | Ронні О'Салліван (9)                 | Марк Селбі (1)                       | Ронні О'Салліван (10) |
| 2008–09 | Шон Мерфі (2)                        | Ронні О'Салліван (11)                | Джон Хіггінс (7)      |
| 2009–10 | Дін Цзюньхуей (2)                    | Марк Селбі (2)                       | Ніл Робертсон (1)     |
| 2010–11 | Джон Хіггінс (8)                     | Дін Цзюньхуей (3)                    | Джон Хіггінс (9)      |
| 2011–12 | Джадд Трамп (1)                      | Ніл Робертсон (2)                    | Ронні О'Салліван (12) |
| 2012–13 | Марк Селбі (3)                       | Марк Селбі (4)                       | Ронні О'Салліван (3)  |
| 2013–14 | Ніл Робертсон (3)                    | Ронні О'Салліван (4)                 | Марк Селбі (5)        |
| 2014–15 | Ронні О'Салліван (5)                 | Шон Мерфі (3)                        | Стюарт Бінгем (1)     |
| 2015–16 | Ніл Робертсон (4)                    | Ронні О'Салліван (6)                 | Марк Селбі (6)        |
| 2016–17 | Марк Селбі (7)                       | Ронні О'Салліван (7)                 | Марк Селбі (8)        |
| 2017–18 | Ронні О'Салліван (8)                 | Марк Аллен (1)                       | Марк Вільямс (7)      |
| 2018–19 | Ронні О'Салліван (9)                 | Джадд Трамп (2)                      | Джадд Трамп (3)       |
| 2019–20 | Дін Цзюньхуей (4)                    | Стюарт Бінгем (2)                    | Ронні О'Салліван (0)  |
| 2020–21 | Ніл Робертсон (5)                    | Янь Біньтао (1)                      | Марк Селбі (9)        |
| 2021–22 | Чжао Сіньтун (1)                     | Ніл Робертсон (6)                    | Ронні О'Салліван (1)  |
| 2022–23 | Марк Аллен (2)                       | Джадд Трамп (4)                      | Лука Бресель (1)      |
| 2023–24 | Ронні О'Салліван (22)                | Ронні О'Салліван (23)                | Кайрен Вілсон (1)     |
| 2024–25 | Джадд Трамп (5)                      | Шон Мерфі (4)                        | Чжао Сіньтун (2)      |